# Belvederer Allee 2, 2a

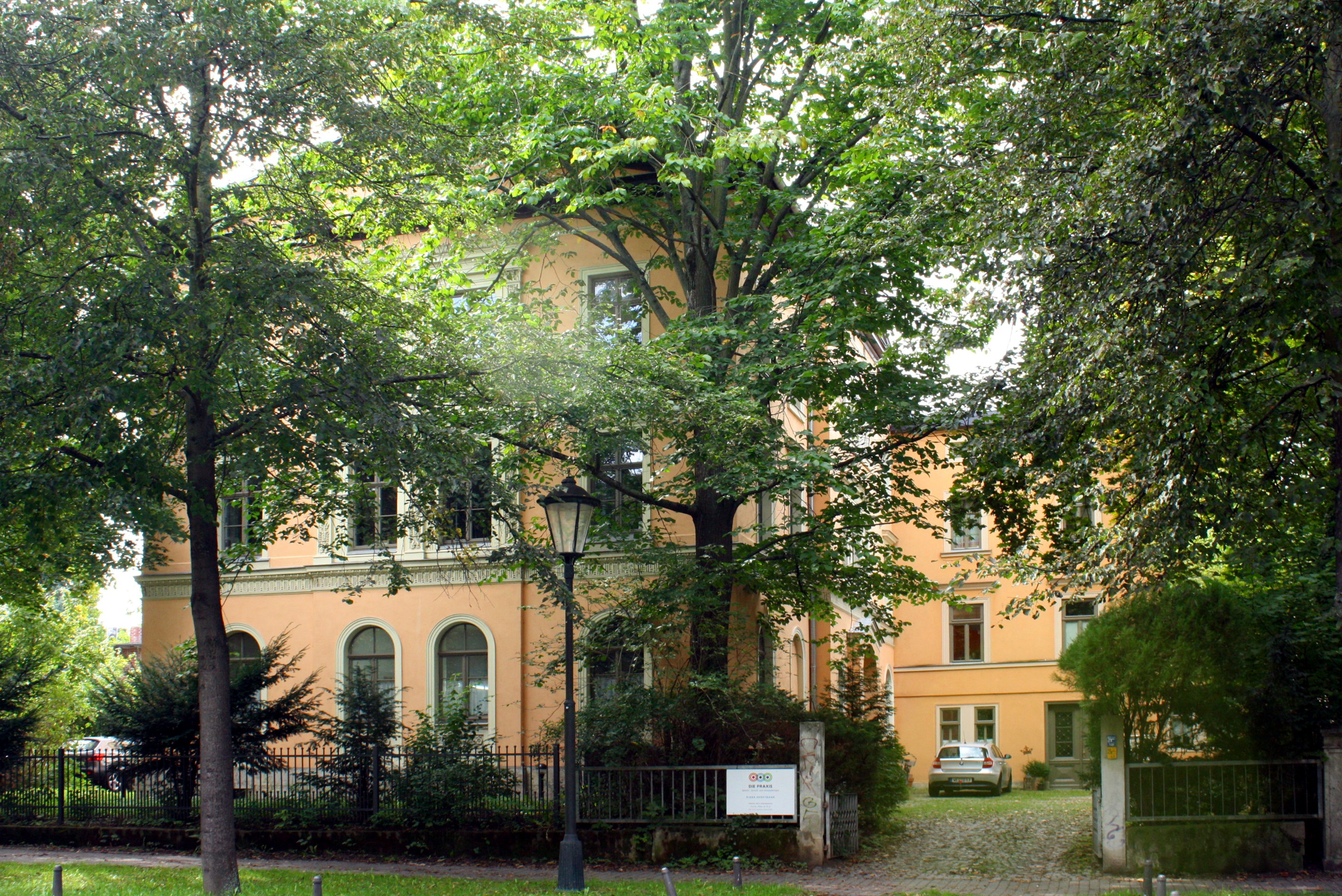
Belvederer Allee 2/2a

Das ursprünglich als Wohnhaus mit Seitenflügel Belvederer Allee 2, 2a in Weimar erbaute Gebäude ist im historistischen Stil erbaut.
Die mehrgeschossige Wohnanlage bedient sich der klassizistischen Formensprache. Sie ist verputzt und mit Stuckelementen verziert. Das Grundmaterial ist Travertin, das in den einstigen nahe gelegenen Steinbrüchen an der Belvederer Allee gebrochen wurde. Es handelt sich um einen der Villenbauten, die in den 1860er Jahren von Karl Friedrich Röhr und Karl Eduard Kurth errichtet wurden.
In diesem Hause wohnte der Biologe, Sozial- und Kulturwissenschaftler Gerhard Hoffmann (Pseudonym Ernst Mann). Eine bekanntere Bewohnerin war die Schriftstellerin Adelheid von Schorn, die auch im gegenüberliegenden Haus Marienstraße 17 verkehrte, das als Liszt-Haus Weimar bekannt ist. Sie war auch Schülerin von Franz Liszt.
Es dient außer zu Wohnzwecken als Ärztehaus.
Das Gebäude steht auf der Liste der Kulturdenkmale in Weimar (Einzeldenkmale).